# Mauldslie Castle
Mauldslie Castle war ein Herrenhaus in Schottland. Es lag nahe der Ortschaft Dalserf in der Council Area South Lanarkshire. Obschon Mauldslie Castle zwischenzeitlich abgebrochen wurde, existieren noch verschiedene Außengebäude. Darunter sind die Mauldslie Lodge und die Mauldslie Bridge. Beide Bauwerke sind denkmalgeschützt und wurden eigenständig in die schottischen Denkmallisten in der höchsten Kategorie A aufgenommen.

## Geschichte
Das Herrenhaus wurde zwischen 1792 und 1793 für Thomas Carmichael, 5. Earl of Hyndford erbaut. Für den Entwurf zeichnet der bedeutende schottische Architekt Robert Adam verantwortlich. In den 1860er Jahren überarbeitet David Bryce Mauldslie Castle. Sein jüngerer Bruder John Bryce führte später noch kleinere Arbeiten aus. Im Jahre 1935 wurde Mauldslie Castle abgebrochen.

## Mauldslie Lodge

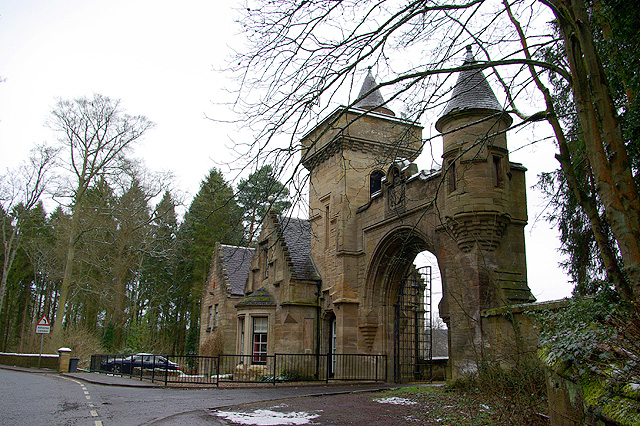
Mauldslie Lodge

Während das Herrenhaus am rechten Clyde-Ufer steht, flankiert die Mauldslie Lodge einen Zufahrtsweg am linken Clyde-Ufer. James Hozier of Newlands ließ sie im Jahre 1961 vermutlich nach einem Entwurf von David Bryce erbauen. Die zweistöckige Lodge mit neogotischen Details ist asymmetrisch aufgebaut. An der südwestexponierten Frontseite entlang der A72 tritt eine Auslucht heraus. Die Giebel der abschließenden, schiefergedeckten Satteldächer sind als Staffelgiebel gearbeitet.
An der rechten Seite erhebt sich ein Turm mit quadratischem Grundriss. Er schließt mit einer auskragenden Brüstung mit Maschikuli. Von dem Turm setzt sich ein profilierter Rundbogen fort, welcher die Brückenzufahrt überspannt. Oberhalb des Bogens ist ein Wappen mit der Inschrift „AYE READY“ eingraviert. Am rechten Abschluss kragt eine Tourelle aus. Ihr Kegeldach schließt mit einer Kugel. Ein ähnlicher Turm findet sich an der Rückseite der Lodge.

## Mauldslie Bridge

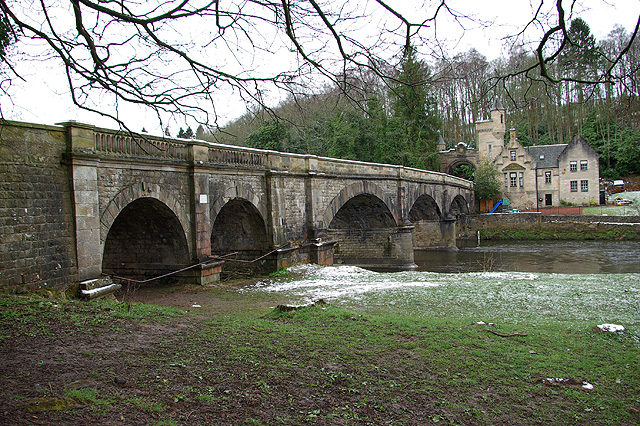
Mauldslie Bridge

Ebenso wie die Lodge wurde auch die Brücke vermutlich 1861 von David Bryce entworfen. Der Mauersteinvadukt aus cremefarbenem Sandstein überspannt den Clyde mit drei ausgemauerten Segmentbögen. Zwei kleinere Bögen führen als Flutbögen über das Ufer. Entlang der Pfeiler mit abgerundeten Eisbrechern ziehen sich schlichte Pilaster. In den Zwickeln ist das Mauerwerk bossiert.